# Congrégation générale
Pour les articles homonymes, voir Congrégation.
D’après les Constitutions de la Compagnie de Jésus (8e partie), la Congrégation Générale est nécessairement convoquée pour élire un successeur au Supérieur Général décédé ou lorsqu’il faut traiter de questions très difficiles concernant tout le corps de la Compagnie. En 470 ans d’histoire il y eut 35 réunions de la Congrégation Générale de la Compagnie de Jésus.

## Pouvoir et régularité
La Congrégation Générale est le pouvoir législatif et autorité suprême dans la Compagnie de Jésus. Elle est convoquée par le Vicaire Général (en cas de décès du supérieur Général) ou par le Général lui-même. De par les Constitutions les congrégations générales doivent rester rares ‘pour éviter à la Compagnie cette peine et perte de temps’ [Const. 677]. Au contraire des ‘chapitres généraux’ d’autres ordres religieux elle n’a pas de régularité statutaire. Cependant, les congrégations quadri-annuelles de ‘procureurs’ (représentant les provinces de la Compagnie) peuvent imposer au Général sa convocation.

## Rassemblement unificateur
Dans l’esprit de Saint Ignace, c’est la Compagnie même qui se rassemble ‘en congrégation’ (le verbe latin ‘congregare’ évoque mieux cet dimension de ‘rassemblement unificateur’).  Les délégués ne représentent pas des circonscriptions (provinces) ou des secteurs apostoliques dont ils devraient faire entendre la voix et défendre les intérêts. Ensemble ils forment le corps de la Compagnie ; ils réfléchissent et décident en vue de son bien universel.

## Liste des Congrégations générales
Pré-Congrégation générale : En octobre 1550 Ignace de Loyola rassemble à Rome le groupe des premiers compagnons avec quelques autres (François de Borgia, Antoine Araoz, Oviedo, des Freux) pour revoir ensemble la première mouture (texte A) des Constitutions de la Compagnie. Ceux qui ne purent pas se libérer furent consultés lors de leur passage à Rome en 1551 (Alonso Salmeron, Nicolas Bobadilla, Simon Rodrigues). Cette rencontre est parfois considérée comme une pré-Congrégation générale.
- 1re Congrégation générale : 19 juin - 10 septembre 1558.

Approximativement 1 000 jésuites.
Les 20 membres de la CG élisent Jacques Lainez, Supérieur général.  
- 2e Congrégation générale : 21 juin - 3 sept. 1565.

Approximativement 3 500 jésuites.
Les 31 membres élisent François de Borgia, Supérieur général.	
- 3e Congrégation générale : 12 avril - 16 juin 1573.

3 905 jésuites. 
Les 40 membres élisent Everard Mercurian, Supérieur général.
- 4e Congrégation générale : 7 février - 22 avril 1581.

5 165 jésuites. 
Les 57 membres élisent Claude Acquaviva, Supérieur général. 
- 5e Congrégation générale : 3 novembre 1593 - 18 janvier 1594.

8 519 jésuites. 
La congrégation (63 membres) fut convoquée sur ordre du pape Clément VIII pour y évaluer le gouvernement du supérieur général Claude Acquaviva.
- 6e Congrégation générale : 21 février - 29 mars 1608.

10 640 jésuites. 
La convocation de la Congrégation générale (65 membres) est imposée à Claude Acquaviva par la Congrégation des Procureurs de 1608. Le gouvernement de Acquaviva est approuvé une seconde fois. Des mesures sévères sont prises contre les fauteurs de troubles.
- 7e Congrégation générale : 5 novembre 1615 - 26 janvier 1616.

13112 jésuites. Les 75 membres élisent Muzio Vitelleschi, Supérieur général.
- 8e Congrégation générale : 21 novembre 1645 - 14 avril 1646.

Les 92 membres élisent Vincenzo Caraffa, Supérieur général.	
- 9e Congrégation générale : 13 décembre 1649 - 23 février 1650.

Les 80 membres élisent Francesco Piccolomini, Supérieur général.	
- 10e Congrégation générale: 7 janvier - 20 mars 1652.

Les 77 membres élisent d’abord Alessandro Gottifredi qui  meurt avant la fin de la congrégation. Une seconde élection a lieu. Goswin Nickel est élu Supérieur général.	
- 11e Congrégation générale : 9 mai - 28 juillet 1661.

La congrégation est convoquée en exécution du décret de Innocent X ordonnant des assises régulières au moins tous les neuf ans. Les 78 membres élisent Giovanni-Paolo Oliva, Vicaire général avec droit de succession.	
- 12e Congrégation générale : 22 juin - 7 septembre 1682

17 655 jésuites. Les 85 membres élisent Charles de Noyelle, Supérieur général.	
- 13e Congrégation générale : 22 juin - 7 septembre 1687.

Les 86 membres élisent Tirso González, Supérieur général.	
- 14e Congrégation générale : 19 novembre 1696 - 16 janvier 1697.

La congrégation (86 membres) est convoquée par Tirso Gonzalez en exécution du même décret de Innocent X.
- 15e Congrégation Générale : 20 janvier - 3 avril 1706.

19 998 jésuites. La congrégation (92 membres) est convoquée en exécution du même décret de Innocent X. Tirso Gonzalez mourant dans l’entre-temps il y eut quand même une élection: Michelangelo Tamburini est élu Supérieur général.
- 16e Congrégation générale : 19 novembre 1730 - 13 février 1731.	Les 80 membres élisent Franz Retz, Supérieur général.
- 17e Congrégation générale : 22 juin - 5 septembre 1751.

22 589 jésuites.  Les 91 membres élisent Ignacio Visconti, Supérieur général.	
- 18e Congrégation générale : 18 novembre 1755 - 28 janvier 1756.

Les 87 membres élisent Luigi Centurione, Supérieur général.	
- 19e Congrégation générale : 9 mai - 18 juin 1758.

Les 89 membres élisent Lorenzo Ricci, Supérieur général.	
La Compagnie de Jésus est supprimée par le pape Clément XIV le 16 août 1773.
- La 1re Congrégation de Pologne (1782) élit Stanislaus Czerniewicz, comme 'Vicaire général en Russie’.
- La 2e Congrégation de Pologne (1785) élit Gabriel Lenkiewicz, comme 'Vicaire général en Russie’.
- La 3e Congrégation de Pologne (1799) élit Franciszek Kareu, comme 'Vicaire général en Russie’. Il est nommé par le pape ‘Supérieur général pour la Russie’ lorsque l’existence en Russie de la Compagnie est publiquement approuvée par Pie VII (1801).
- La 4e Congrégation de Pologne (1802) élit Gabriel Gruber, comme ' Supérieur général pour la Russie’.
- La 5e Congrégation de Pologne (1805) élit Tadeusz Brzozowski, comme ' Supérieur général pour la Russie’. Il est constitué ‘Supérieur général de toute la Compagnie’ lors de son rétablissement universel par le pape Pie VII (1814).
- 20e Congrégation générale : 9 octobre 10 décembre 1820

1 307 jésuites. Les 24 membres élisent Luigi Fortis, Supérieur général.	
- 21e Congrégation générale : 30 juin 17 août 1829.

2 137 jésuites. Les 28 membres élisent Jean-Philippe Roothaan, Supérieur général.	
- 22e Congrégation générale : 22 juin - 31 août 1853.

5 209 jésuites. Convoquée par le père Roothaan qui meurt dans l’entre-temps. Les 55 membres élisent Pierre-Jean Beckx, Supérieur général.	
- 23e Congrégation générale : 16 septembre - 23 octobre 1883.

11 221 jésuites. Convoquée par le père Beckx qui souhaite qu’elle lui donne un ‘Vicaire général’ ayant droit de succession. Les 72 membres élisent Antoine Anderledy qui est Supérieur général à partir de 1887.
- 24e Congrégation générale (à Loyola, en Espagne) : 24 septembre - 5 décembre 1892.

13 275jésuites. Les 73 membres élisent Luis Martín, Supérieur général.	
- 25e Congrégation générale : 1er septembre - 18 octobre 1906.

15 661 jésuites. Les 72 membres élisent Franz Xaver Wernz, Supérieur général.	
- 26e Congrégation générale : 2 février - 18 mars 1915.

16 946 jésuites. Les 87 membres élisent Vladimir Ledochowski, Supérieur général.	
- 27e Congrégation Générale : 8 septembre - 21 décembre 1923.

18 304 jésuites. La congrégation (102 membres) est convoquée par Ledochowski en vue de mettre à jour la législation de la Compagnie de Jésus, à la suite de la promulgation du nouveau code de droit canon.
- 28e Congrégation générale : 12 mars - 9 mai 1938.

25 683 jésuites. La congrégation (161 membres) est convoquée par Ledochowski en vue de discuter d'affaires importantes de la Compagnie.	
- 29e Congrégation générale : 6 septembre - 23 octobre 1946.

28 191 jésuites. Bien que Ledochowski soit décédé en 1942, la seconde guerre mondiale empêche que la congrégation se réunisse avant 1946. Les 168 membres élisent Jean-Baptiste Janssens, Supérieur général.	
- 30e Congrégation générale : 6 septembre - 11 novembre 1957.

33 732 jésuites. La congrégation (105 membres) est convoquée par Janssens.	
- 31e Congrégation générale : [1e session] 7 mai- 15 juillet 1965 ; [2e session] 8 septembre - 17 novembre 1966.

36 000 jésuites.  Les 226 membres élisent Pedro Arrupe, Supérieur général, lors de la première session. La seconde session fait passer dans le droit et la vie de la Compagnie l’esprit et les décrets de Vatican II. 
- 32e Congrégation générale : 2 décembre 1974 - 7 mars 1975.

28 500 jésuites. Convoquée par Arrupe, la congrégation (236 membres) donne une forte orientation ‘Foi et Justice’ à la Compagnie de Jésus.	
- 33e Congrégation générale : 2 septembre - 25 octobre 1983.

25 952 jésuites. Convoquée par le Délégué pontifical, Paolo Dezza, la congrégation (220 membres) élit Peter Hans Kolvenbach, Supérieur général, à la place de Pedro Arrupe, démissionnaire.	
- 34e Congrégation générale : 5 janvier - 22 mars 1995.

22 869 jésuites. Convoquée par Kolvenbach, la congrégation (224 membres) discute d’affaires importantes de la Compagnie.	
- 35e Congrégation générale : 7 janvier - 6 mars 2008.

19 580 jésuites. Convoquée par Kolvenbach, la congrégation (227 membres) accepte sa démission et élit Adolfo Nicolás, Supérieur général.
- 36e Congrégation générale : 2 octobre 2016 -

16 740 jésuites. Convoquée par Nicolás, la congrégation (215 membres) accepte sa démission et élit Arturo Sosa, Supérieur général.